# Clavecin Vaudry
Le clavecin Vaudry est l'un des plus remarquables exemples de la facture française du XVIIe siècle et l'un des clavecins anciens jouables les plus connus au monde.
Il a été construit à Paris en 1681 par le facteur d'instruments de musique français Vaudry (le prénom Jean-Antoine, bien que souvent évoqué à propos de cet instrument, appartenait à un parent plus jeune)  et se trouve aujourd'hui au Victoria and Albert Museum de Londres. 

## Historique

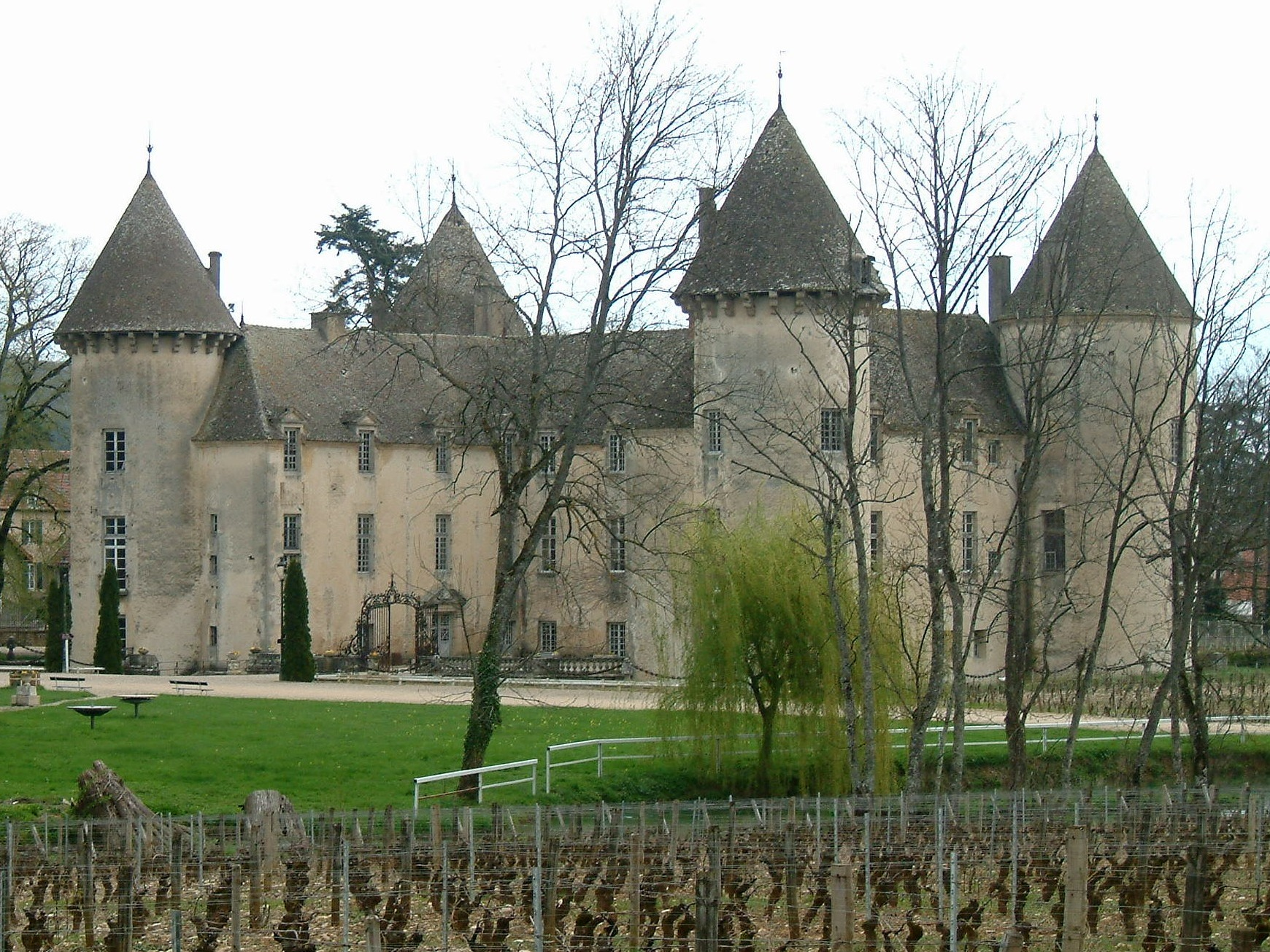
Dans le château de Savigny-lès-Beaune en France, le clavecin de Vaudry est resté oublié et inutilisé pendant de nombreuses années

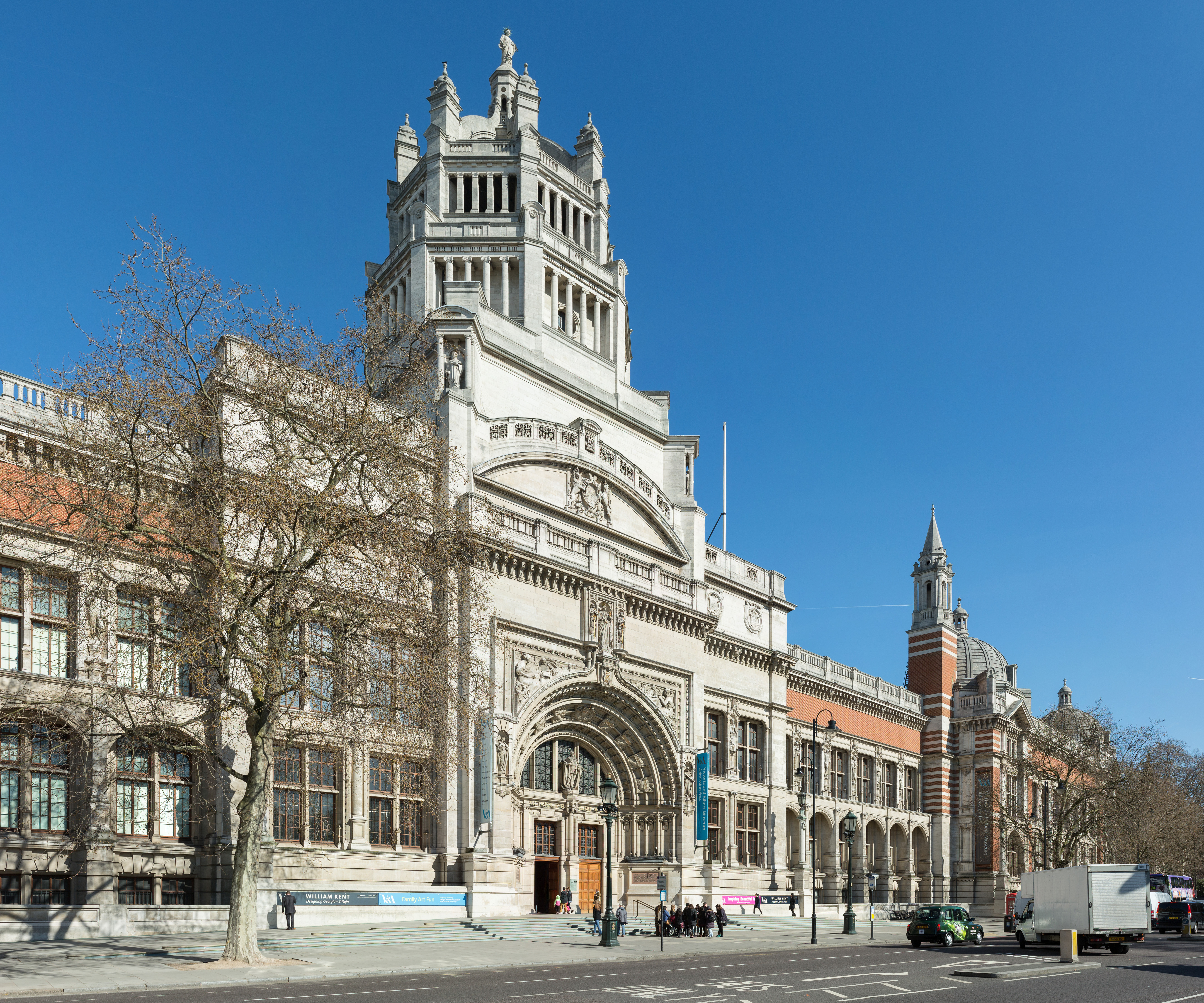
Le Victoria and Albert Museum de Londres, emplacement actuel du clavecin Vaudry

L'année de fabrication et le nom de son facteur figurent dans l'inscription Vaudry à Paris 1681, portée sur sa barre de nom. Un parent présumé plus jeune, Jean Antoine Vaudry, qui travaillait à Paris comme « facteur d'instruments de cour », y possédait un atelier. On ne sait presque rien des dates exactes de sa vie et de sa carrière professionnelle.
L'instrument a été initialement la propriété de la duchesse du Maine au château de Sceaux, puis il est resté oublié et inutilisé pendant de nombreuses générations dans le château de Savigny-lès-Beaune, en Bourgogne. Il est ainsi resté dans un état de conservation relativement correct. En 1974, il a été acquis par le Victoria and Albert Museum de Londres et restauré en 1974/1975. Aujourd'hui, en raison de sa décoration raffinée, il est exposé dans la section mobilier du sous-sol du musée.

## Description
L'instrument de 2,17 m de long repose sur un piétement de six colonnes en noyer foncé, artistiquement tournées en forme de spirale. L'extérieur est richement décoré de motifs de chinoiserie dans des tons d'or, d'argent et de bronze, forme de décoration utilisée pour la première fois en France sur un instrument de musique.
L'aspect d'origine de l'intérieur a été modifié par une peinture grossière en rouge et or, vraisemblablement pour correspondre à la palette de couleurs de la pièce dans laquelle il se trouvait au château de Savigny-lès-Beaune.
Le clavecin Vaudry a été construit selon le modèle de clavecin français caractéristique du XVIIe siècle, mais avec un système élaboré de barrage léger, il évoque également la construction des luths, ce qui est assez inhabituel dans la construction de clavecins.
L'instrument dispose de deux claviers avec trois jeux de cordes, un jeu de 8' et un de 4' sur le clavier inférieur et un jeu de 8' sur le clavier supérieur, avec mécanisme d'accouplement d'origine. Les sautereaux d'origine sont également toujours présents.
Après la restauration par les facteurs et restaurateurs anglais Derek Adlam et Richard Burnett, le clavecin est redevenu jouable. L'instrument comporte des cordes de bronze et de fer, sur la base des matériaux et des calibres de certaines des cordes originales qui demeuraient. Le clavecin a retrouvé sa tessiture originale de clavier de G '/B' à C''' . La tonalité d'accordage est l'ancien ton de chapelle française avec le La à 392 Hz.

## Importance
Il est à souligner que les clavecins français du XVIIe siècle en bon état sont très peu nombreux, une quantité importante de ces instruments ayant disparu pendant la tourmente révolutionnaire de la fin du XVIIIe siècle. En raison de son état de conservation en grande partie intact, le clavecin Vaudry est donc exceptionnel et a servi de modèle à de nombreuses répliques modernes de clavecins du premier type français.
Bien qu'il soit à nouveau jouable depuis sa restauration au milieu des années 1970, l'instrument n'est pas utilisé pour les concerts. A ce jour (2023), il n’existe que trois documents sonores sur lesquels l’instrument original peut être entendu. Le plus récent est un CD de suites pour clavecin du compositeur français Louis Couperin, sorti en 2008, enregistré pendant quatre soirées en janvier 2006 à la Galerie 1c du musée par le claveciniste néerlandais Bob van Asperen.

## détails
1. 1 2  Booklet zur CD Johann Brouwer plays Bach Couperin d’Anglebert Chambonnières Froberger Dumont, S. 14 (online (PDF-Datei))